# Parque Victoria
El Parque Victoria (en inglés: Victoria Park) es un estadio de usos múltiples en Kingstown, la capital de la nación y archipiélago caribeño de San Vicente y las Granadinas. Se utiliza como el estadio habitual donde se celebran  los partidos del Avenues United FC. La capacidad del estadio es de 3500 espectadores. Fue sede de los partidos del Grupo B del Campeonato del Caribe de 2010 ( 2010 Caribbean Championship). 